# Mr. Universe
Mr. Universe es el segundo álbum de la banda de rock Gillan. Dicho trabajo alcanzó el puesto número 11 en las listas británicas. Es el primer álbum de la banda que cuenta con la formación clásica: Gillan, Towns, McCoy, Tormé y Underwood.

## Lista de canciones
- Todas las canciones escritas por Ian Gillan y Colin Towns excepto donde se indique lo contrario.

Cara 1
1. "Second Sight" – (2.33) (Colin Towns)
2. "Secret of the Dance" – (2.54)
3. "She Tears Me Down" – (5.07) (Colin Towns)
4. "Roller" – (4.43)
5. "Mr Universe" – (6.14)

Cara 2
1. "Vengeance" – (3.34)
2. "Puget Sound" – (4.23) (Gillan/Towns/McCoy/Tormé/Underwood)
3. "Dead of Night" – (4.04)
4. "Message in a Bottle" – (3.09)
5. "Fighting Man" – (7.28) (Colin Towns)

## Créditos
- Ian Gillan – voz, armónica
- Colin Towns – teclados, flauta
- John McCoy – bajo
- Bernie Tormé – guitarra
- Mick Underwood – batería, percusión